# Punta Ardita
Punta Ardita är en udde i Colombia.   Den ligger i departementet Chocó, i den nordvästra delen av landet, 500 km nordväst om huvudstaden Bogotá.
Terrängen inåt land är platt åt sydost, men norrut är den kuperad. Havet är nära Punta Ardita åt sydväst.  Närmaste större samhälle är Juradó, 7,5 km sydost om Punta Ardita. 